# Maria Zając
Maria Zając (ur. 21 grudnia 1955 w Iłownicy, zm. 18 lutego 2018 w Krakowie) – polska botaniczka, specjalizująca się w geografii roślin i ochronie przyrody. Profesor związana z Uniwersytetem Jagiellońskim, odznaczona Medalem in. Władysława Szafera. Autorka licznych publikacji naukowych, często pisanych z mężem Adamem.

## Życiorys
Dyrektorka Instytutu Botaniki oraz kierowniczka Zakładu Taksonomii Roślin, Fitogeografii i Paleobotaniki Uniwersytetu Jagiellońskiego, przewodnicząca sekcji Botaniki Komitetu Biologii Organizmalnej Polskiej Akademii Nauk oraz członkini Prezydium Polskiego Towarzystwa Botanicznego. Specjalizowała się w geografii roślin, synantropizacji szaty roślinnej, problematyce gatunków roślin inwazyjnych oraz ochronie przyrody. Współredaktorka atlasu rozmieszczenia roślin naczyniowych w Polsce. Współautorka krytycznej listy roślin naczyniowych w Polsce.
Współautorka Polskiej czerwonej księgi roślin. Autorka lub współautorka ponad stu trzydziestu publikacji naukowych. Odznaczona prestiżowymi nagrodami Polskiego Towarzystwa Botanicznego: Medalem im. Władysława Szafera (2004) oraz Medalem im. Prof. Zygmunta Czubińskiego (2016).
Pochowana na cmentarzu Batowickim w Krakowie (kw. CCCXXII-6-26).

## Upamiętnienie
Na jej cześć nazwano gatunek mniszka Taraxacum mariae J. Marciniuk & P. Marciniuk. Jest to triploidalny mikrogatunek z sekcji Palustria, znany z kilku stanowisk na Lubelszczyźnie.

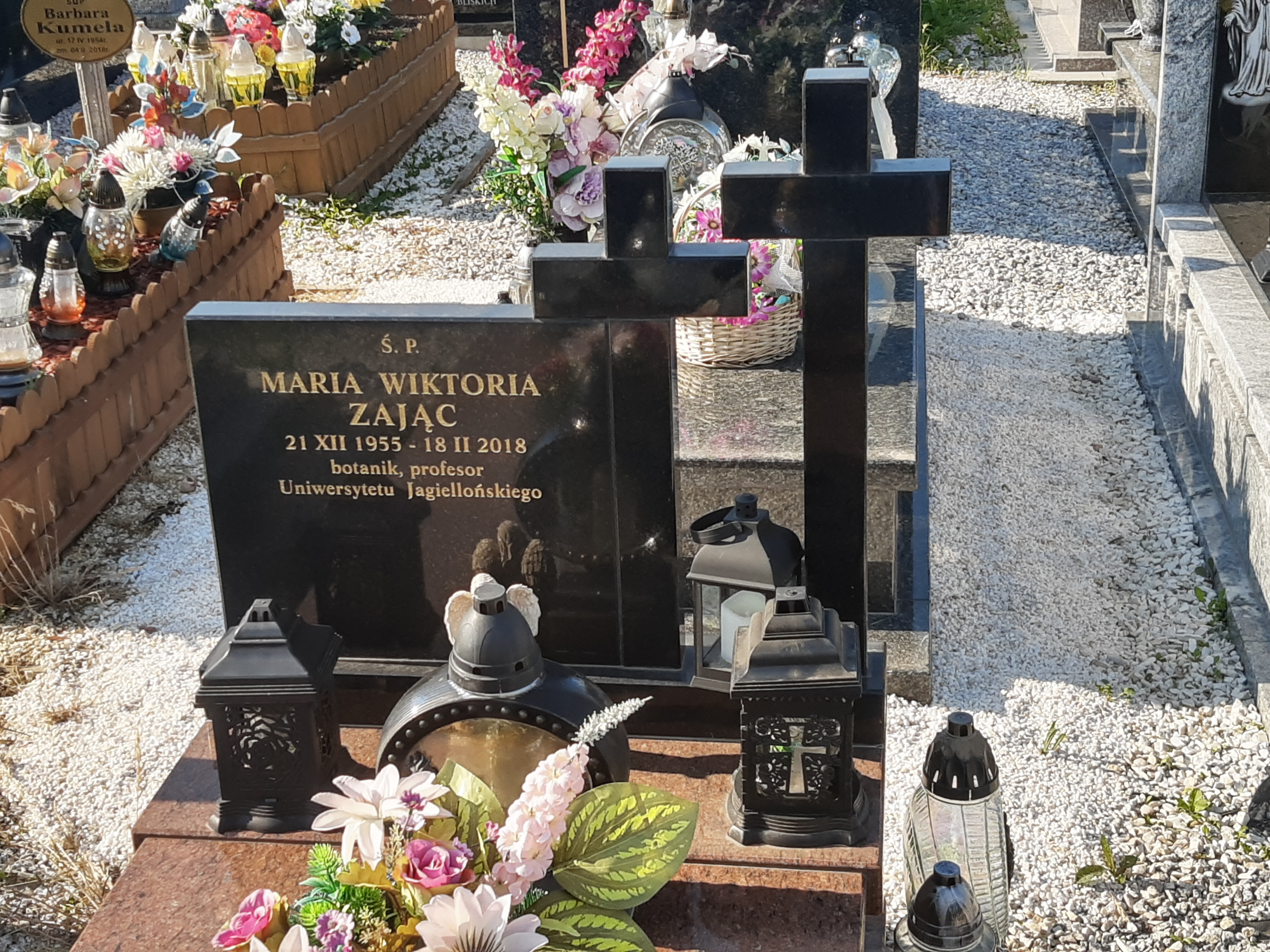
Grób prof. Marii Zając na Cmentarzu Batowickim w Krakowie

## Publikacje[10]
- Zając M. 1996. Mountain Vascular plants in the Polish Lowlands. Pol. Bot. Stud. 11: 1-92.
- Zając M., Zając A. 1998. Gatunki prawnie chronione, ginące, narażone i rzadkie. Atlas rozmieszczenia roślin naczyniowych w woj. krakowskim. Distribution atlas of vascular plants in Cracow Province. Legally protected, endangered, vulnerable and rare species.  Nakł. Pracowni Chorologii Komputerowej Instytutu Botaniki UJ, ss.134.
- Zając A., Zając M. (Eds.) 2001. Atlas rozmieszczenia roślin naczyniowych w Polsce. - Distribution Atlas of Vascular Plants in Poland. Nakładem Pracowni Chrologii Komputerowej Instytutu Botaniki UJ, Kraków s. XII + 716.
- Zając M., Zając A. 2001. Success factors enabling the penetration ofmountain areas by kenophytes: an example of the northern Polish Carpathians. [In:] Plant Invasions. Species Ecology and Ecosystem Management. Eds. Brundu G., Brock. J., Camarda I., Child. L. & Wade M. Backhuys Publishers, Leiden, p. 271-279.
- Zając M., Zając A. 2002. Fitogeografia. W: Polska Księga Traw (Red. L. Frey) s. 125-139.
- Mirek Z., Piękoś-Mirkowa H., Zając A., Zając M. 2002. Flowering Plants and Pteridiophytes of Poland. A checklist. Krytyczna lista roślin naczyniowych Polski. W. Szafer Institute of Botany, Polish Academy of Sciences, Kraków, ss. 442.
- Zając A., Zając M., Zemenek B. (Eds.) 2003. Phytogeographical problems of synanthropic plants. Institute of Botany, Jagiellonian University, Cracow, s. 1-353.
- Zając M. 2004. Marsilea quadrifolia L. – marsylia czterolistna. W: B. Sudnik Wójcikowska, H. Werblan Jakubiec (Red.). Podręcznik ochrony siedlisk i gatunków. Wyd. wg proj. Phare „ Wdrażanie europejskiej sieci Natura 2000 na terenie Polski” Wyd. Min. Środowiska, Warszawa, s. 55-58.
- Zając M., Zając A. 2005. Element kierunkowy zachodni we florze roślin naczyniowych Polski W: Taksonomia, Chorologia i Ekologia Roślin w Dobie Zagrożenia Różnorodności Biologicznej. B. Jackowiak., Z. Celka (red.) UAM, Poznań, s. 59-67.
- Zając M., Zając A., Zemanek B. (Red.) 2006. Flora Cracoviensis Secunda (Atlas). Nakładem Pracowni Chorologii Komputerowej Instytutu Botaniki UJ, Kraków, xii+291 pp.
- Tokarska-Guzik B., Zając M., Zając A. 2007. Geographical and ecological aspects of the spread of alien plant species in Poland. In: Rabitsch W., F. Essl & F. Klingenstein  (Eds.): Biological Invasions - from Ecology to Conservation. NEOBIOTA 7: 144–153.
- Zając M. 2007. Kartografia florystyczna w badaniach flory polskiej – rola ośrodka krakowskiego. – Floristic cartography in the Polish flora investigations – the importance of Cracow center. W: Z Zemanek, B. Zemanek (red). Naukowe szkoły botaniczne w Krakowie – tradycje i nowe zadania. Kraków, Ogród Botaniczny – Instytut Botaniki UJ: s. 179-196.
- Zając M., Zając A., Tokarska-Guzik B. 2009. The dynamics of the biodiversity of old anthropophytes (archaeophytes) in Poland. Biodiv. Res. Conserv. 13: 17-24.
- Zając M., Zając A. 2009. The role of apophytes as invasive plants in the vegetation of  Poland. Biodiv. Res. Conserv. 13: 25-32.
- Zając M., Zając A. 2009. Elementy geograficzne rodzimej flory Polski –  The geographical elements of native flora of Poland. Nakładem Pracowni Chorologii Komputerowej Instytutu Botaniki UJ, s. 1-94.
- Zając A., Zając M. (współautor). 2010. Atlas Florae Europeae. Distribution of Vascular Plants in Europe. Rosaceae (Rubus). A. Kurtto, H.E. Weber, R. Lampinen, & A. Sennikov (eds). Vol. 15: 362 p. Vammalan kirjapaino Oy, Sastamala.
- Zając A., Zając M. 2011. Methodical problems in distinguishing the group of archaeophytes. Metodyczne problemy przy wydzielaniu grupy archeofitów. W: Kącki Z., Stefańska –Krzaczek E. (red.) Synantropizacja w dobie zmian różnorodności biologicznej.  Acta Botanica Silesiaca 6: 55-62.
- B. Tokarska- Guzik, Z. Dajdok, M. Zając, A. Zając, A. Urbisz, W. Danielewicz. 2011. Identyfikacja i kategoryzacja roślin obcego pochodzenia jako podstawa działań praktycznych. Identification and categorization of alien plant species as a basis for management. W: Kącki Z., Stefańska –Krzaczek E. (red.) Synantropizacja w dobie zmian różnorodności biologicznej. Acta Botanica Silesiaca 6:23-53.
- Barbara Tokarska-Guzik, Zygmunt Dajdok, Maria Zając, Adam Zając, Alina Urbisz, Władysław Danielewicz, Czesław Hołdyński. 2012. II wyd. 2014. Rośliny obcego pochodzenia w Polsce ze szczególnym uwzględnieniem gatunków inwazyjnych. Generalna Dyrekcja Ochrony Środowiska, Warszawa, 197 pp.
- Zając A., Zając M. (współautor). 2013. Atlas Florae Europeae. Distribution of Vascular Plants in Europe. Rosaceae (Cydonia to Prunus, excl. Sorbus). A. Kurtto, A. Sennikov, R. Lampinen, (eds). Vol. 16: 167 p. Vammalan kirjapaino Oy, Sastamala, Finland.
- Zając M., Zając A. 2014. Survival problems of archaeophytes in the Polish Flora. Biodiv. Res. Conserv. 35: 47-56.
- Kostrakiewicz-Gierałt K., Zając M. 2014. The influence of habitat conditions on the performance of two invasive, annuals – Impatiens glandulifera and Bidens frondosa. Biologia 69/4: 449-462, Section Botany.
- Zając M., Zając A. 2014. CR Adonis flammea Jacq. Miłek szkarłatny. [W:] R. Kaźmierczakowa, K. Zarzycki, Z. Mirek (red.) Polska Czerwona Księga Roślin. – Polish Red Data Book of Plants, wyd 3. Polska Akademia Nauk, Instytut Ochrony Przyrody, s. 188-190.
- Zając M., Zając A., Cwener A. 2014. CR Ajuga chamaepitys (L.) Schreb. Dąbrówka żółtokwiatowa. [W:] R. Kaźmierczakowa, K. Zarzycki, Z. Mirek (red.) Polska Czerwona Księga Roślin. – Polish Red Data Book of Plants, wyd 3. Polska Akademia Nauk, Instytut Ochrony Przyrody, s. 422-424.
- Zając M., Zając A., Binkiewicz B. 2014. CR Allium rotundum L. Czonek kulisty. [W:] R. Kaźmierczakowa, K. Zarzycki, Z. Mirek (red.) Polska Czerwona Księga Roślin. – Polish Red Data Book of Plants, wyd 3. Polska Akademia Nauk, Instytut Ochrony Przyrody, s. 600-601.
- Zając M., Zając A., Kucharczyk M, Nobis A., Nobis M. 2014. CR Conringia orientalis (L.) Dumort. Pszonacznik wschodni. [W:] R. Kaźmierczakowa, K. Zarzycki, Z. Mirek (red.) Polska Czerwona Księga Roślin. – Polish Red Data Book of Plants, wyd 3. Polska Akademia Nauk, Instytut Ochrony Przyrody, s. 232-234.
- Zając A., Zając M. 2014. Ex Dianthus collinus Waldst. et Kit. Goździk łysy. [W:] R. Kaźmierczakowa, K. Zarzycki, Z. Mirek (red.) Polska Czerwona Księga Roślin. – Polish Red Data Book of Plants, wyd 3. Polska Akademia Nauk, Instytut Ochrony Przyrody, s. 146-147.
- Zając M., Zając A., Walusiak E. 2014. CR Kickxia spuria (L.) Dumort. Kiksja zgiętoostrogowa. [W:] R. Kaźmierczakowa, K. Zarzycki, Z. Mirek (red.) Polska Czerwona Księga Roślin. – Polish Red Data Book of Plants, wyd 3. Polska Akademia Nauk, Instytut Ochrony Przyrody, s. 436-438.
- Zając M., Zając A., Nobis A., Nobis M. 2014. EN Lindernia procumbens (Krocker) Philcox.  Lindernia mułowa. [W:] R. Kaźmierczakowa, K. Zarzycki, Z. Mirek (red.) Polska Czerwona Księga Roślin. – Polish Red Data Book of Plants, wyd 3. Polska Akademia Nauk, Instytut Ochrony Przyrody, s. 430-431.
- Zając M., Zając A., Wołk A.2014. EW Marsilea quadrifolia L. Marsylia czterolistna. [W:] R. Kaźmierczakowa, K. Zarzycki, Z. Mirek (red.) Polska Czerwona Księga Roślin. – Polish Red Data Book of Plants, wyd 3. Polska Akademia Nauk, Instytut Ochrony Przyrody, s. 71-73.
- Zając M., Fiodor M. 2014. VU Orchis pallens L. Storczyk blady. [W:] R. Kaźmierczakowa, K. Zarzycki, Z. Mirek (red.) Polska Czerwona Księga Roślin. – Polish Red Data Book of Plants, wyd 3. Polska Akademia Nauk, Instytut Ochrony Przyrody, s. 783-786.
- Zając M., Urbisz A., Nobis A.., Nobis M., 2014. CR Scandix pecten-veneris L. Czechrzyca grzebieniowa (Trybulka grzebieniowa) [W:] R. Kaźmierczakowa, K. Zarzycki, Z. Mirek (red.) Polska Czerwona Księga Roślin. – Polish Red Data Book of Plants, wyd 3. Polska Akademia Nauk, Instytut Ochrony Przyrody, s. 350-352.
- Zając M. 2014. EN Silene borysthenica (Gruner) Walters Lepnica drobnokwiatowa. [W:] R. Kaźmierczakowa, K. Zarzycki, Z. Mirek (red.) Polska Czerwona Księga Roślin. – Polish Red Data Book of Plants, wyd 3. Polska Akademia Nauk, Instytut Ochrony Przyrody, s 138-140.
- Towpasz K., Zając M. 2014. EX. Cuscuta epilinum Weihe ex Bonn. Kanianka lnowa. [W:] R. Kaźmierczakowa, K. Zarzycki, Z. Mirek (red.) Polska Czerwona Księga Roślin. – Polish Red Data Book of Plants, wyd 3. Polska Akademia Nauk, Instytut Ochrony Przyrody, s. 413-414.
- Adam Zając, Maria Zając (Red.) 2015. Rozmieszczenie kenofitów w Karpatach polskich i na ich przedpolu – Distribution of Kenophytes in the Polish Carpathians and their Foreland. Nakładem Instytutu Botaniki Uniwersytetu Jagiellońskiego, Kraków 2015, p. 304.
- Szymura T. H., Szymura M., Zając M., Zając A. 2018. Effect of anthropogenic factors, landscape structure, land relief, soil and climate on risk of alien plant invasion at regional scale. Science of The Total Environment 626:1373-1381.